# Anna (女性タレント)
Anna（アンナ、2000年1月31日 - ）は、日本の女性シンガーソングライター、タレント。日本人とロシア人のハーフ。舘プロ所属、テアトルエンターテインメントと業務提携を結んでいる。

## 概要
ロシア人の母を持つ、日露バイリンガル。14歳（中学2年）の頃から独学でアコースティック・ギターを始め、自身の経験や想いを歌に乗せる楽しさを覚える。
2017年2月に開催されたドラマ『クロスロード〜声なきに聞き形なきに見よ〜』（NHK BSプレミアム）の主題歌オーディションで、15歳の時に作った曲「ひとりの世界」が選考スタッフ満場一致で見事に選ばれ大抜擢される。同年5月31日、「ひとりの世界」でCDデビューし、シンガーソングライターとして活動を始める。
2018年3月14日、アンジェラ・アキのカバー「手紙 〜拝啓 十五の君へ〜」を配信限定リリース。高校三年生の夏（2017年）に進路に迷っていたが、Annaが小学四年生の時にカラオケで録った「手紙 〜拝啓 十五の君へ〜」の音源CDを母が見つけ流したのがきっかけ（過去からの手紙）となり、音楽の道でやっていく気持ちを固めた。
2018年12月5日、アンジェラ・アキがサウンドプロデュースしたシングル「初恋のワルツ」を発売。
2019年6月23日、初のワンマンライブ「Anna初ワンマン！〜 突っ走れ19のあたし！〜」を開催。
2019年11月21日、公式ファンクラブ『An's Club』を開設。2020年1月29日にミニアルバム「I'm not alone 〜ひとりの世界〜」を発売。
TikTokのフォロワー数は60万人を超え、オリジナル曲やカバー曲を公開している。2021年には18か国参加の配信イベント「TikTok Music Festival」に参加、日本からはAnnaを含め3組が参加した。
2021年、舘ひろしが設立した舘プロに所属。テアトルエンターテインメントにも所属（業務提携）している。
2021年5月、UNIVERSAL Jより「枝垂桜」を配信リリース。
2021年11月、アニメミュージックスター総選挙にて優勝し、横浜アリーナにて開催された「ANIMAX MUSIX 2021」幕前ステージに出演。
2021年大晦日、日本武道館で開催の『ももいろ歌合戦』（BS日テレ・ニッポン放送・ABEMAなどが生中継）へ初出場。

## ディスコグラフィー

### シングル
| #    | 発売日         | タイトル                 | カップリング                           | 形態             | 品番     | 備考                                   |
| ---- | -------------- | ------------------------ | -------------------------------------- | ---------------- | -------- | -------------------------------------- |
| 1st  | 2017年5月31日  | ひとりの世界             | 自由という名の鑑 大好きでした。 あたし | CD               | RP-30002 |                                        |
| 配信 | 2018年3月14日  | 手紙 〜拝啓 十五の君へ〜 |                                        | 配信限定シングル |          | アンジェラ・アキのカバー               |
| 2nd  | 2018年12月5日  | 初恋のワルツ             | 手紙 〜拝啓 十五の君へ〜               | CD               | RP-30003 | サウンドプロデュース：アンジェラ・アキ |
| 配信 | 2021年5月19日  | 枝垂桜                   |                                        | 配信限定シングル |          |                                        |
| 配信 | 2021年6月30日  | cactus                   |                                        | 配信限定シングル |          |                                        |
| 配信 | 2021年12月27日 | 旅行計画                 |                                        | 配信限定シングル |          |                                        |

### ミニアルバム
| 発売日        | タイトル                       | 収録曲                                                                         | 形態 | 品番     | 備考 |
| ------------- | ------------------------------ | ------------------------------------------------------------------------------ | ---- | -------- | ---- |
| 2020年1月29日 | I'm not alone 〜ひとりの世界〜 | I'm not alone ふたりで 眠る時にあなたの声を 隣の君と一緒に ひとりの世界 〜19〜 | CD   | TWR-3001 |      |

## タイアップ
| 曲                   | タイアップ                                                                                     | 収録盤                                            |
| -------------------- | ---------------------------------------------------------------------------------------------- | ------------------------------------------------- |
| ひとりの世界         | NHK BSプレミアム ドラマ「クロスロード〜声なきに聞き形なきに見よ〜」主題歌                      | 1stシングル「ひとりの世界」                       |
| 初恋のワルツ         | NHK BSプレミアム ドラマ「クロスロード3〜群衆の正義〜」主題歌                                   | 2ndシングル「初恋のワルツ」                       |
| 眠る時にあなたの声を | ライブ配信アプリ「SPOON」ウェブCMソング                                                        | 1stミニアルバム「I’m not alone 〜ひとりの世界〜」 |
| 私の道               | テレビ東京「メンタル強め美女白川さん」エンディングテーマ                                       |                                                   |
| 花のように           | テレビアニメ「ツンデレ悪役令嬢リーゼロッテと実況の遠藤くんと解説の小林さん」エンディングテーマ |                                                   |
| reversal             | テレビアニメ「アンデッドガール・マーダーファルス」エンディングテーマ                           |                                                   |

## 出演

### テレビ
- ごごナマ（2017年6月21日、NHK総合）
- 情報番組 マチコミ（2018年12月11日 ・2020年1月28日、テレビ埼玉）

### ラジオ
- Annaの限界までしゃべらせて（2023年4月13日 - 、エフエム群馬、第2木曜11:30 - 11:55)[21]

### ウェブ
- インターネットTV番組『パクチートーク』（YouTube、2019年6月9日 - 2020年8月30日 計44回）[22]

### 雑誌
- JUNON 2019年10月号 2021年8月号（主婦と生活社）

### ライブ
- Anna初ワンマン！〜 突っ走れ19のあたし！〜（2019年6月23日、下北沢Laguna）
- 19～I'm not alone～（2019年12月21日、TSUTAYA O-nest）[23]
- Annaワンマンライブ（2020年2月1日、下北沢Laguna）
  - 1部「バースデーガールの言いたいこと。」 2部「君はもうひとりじゃないとこの歌を届けるんだ。」
- Anna 初！リモートワンマンライブ（2020年6月16日配信）
- Anna 3rd Anniversary Live（2020年9月20日、TSUTAYA O-Crest）
- Anna 3rd one-man Live『202020』（2020年12月12日、TSUTAYA O-WEST）
- 2MAN LIVE『Anna×GIRLFRIEND』（2021年1月31日配信）
- Anna STUDIO LIVE（2021年11月15日配信）
- 2MAN LIVE『Flowers Loft 2nd Anniversary　"Anna×703号室"』（2022年1月29日、下北沢 Flowers Loft）

### イベント
- TikTok Music Festival Season2（2021年4月19日配信）
- TikTok『＃春の歌うま』アーティストコンサート（2021年4月23日配信）
- ANIMAX MUSIX 2021（2021年11月20日、横浜アリーナ）
  - アニメミュージックスター総選挙にて優勝し、幕前ステージに出演
- 第5回ももいろ歌合戦 〜届け！希望の彼方へ〜（2021年12月31日、日本武道館）

### その他
- 3時のヒロイン ゆめっちとのコラボ企画（2021年）[24]